# Rakovlje
Rakovlje este o localitate din comuna Braslovče, Slovenia, cu o populație de 322 de locuitori.